# گریزلی ریج (کالیفرنیا)
گریزلی ریج (به انگلیسی: Grizzly Ridge) یک منطقهٔ مسکونی در ایالات متحده آمریکا است که در شهرستان کالاوراس، کالیفرنیا واقع شده‌است. گریزلی ریج ۱٬۳۱۱ متر بالاتر از سطح دریا واقع شده‌است.